# Neufahrn bei Freising
Neufahrn bei Freising är en kommun och ort i Landkreis Freising i Regierungsbezirk Oberbayern i förbundslandet Bayern i Tyskland.